# Indústria lítica

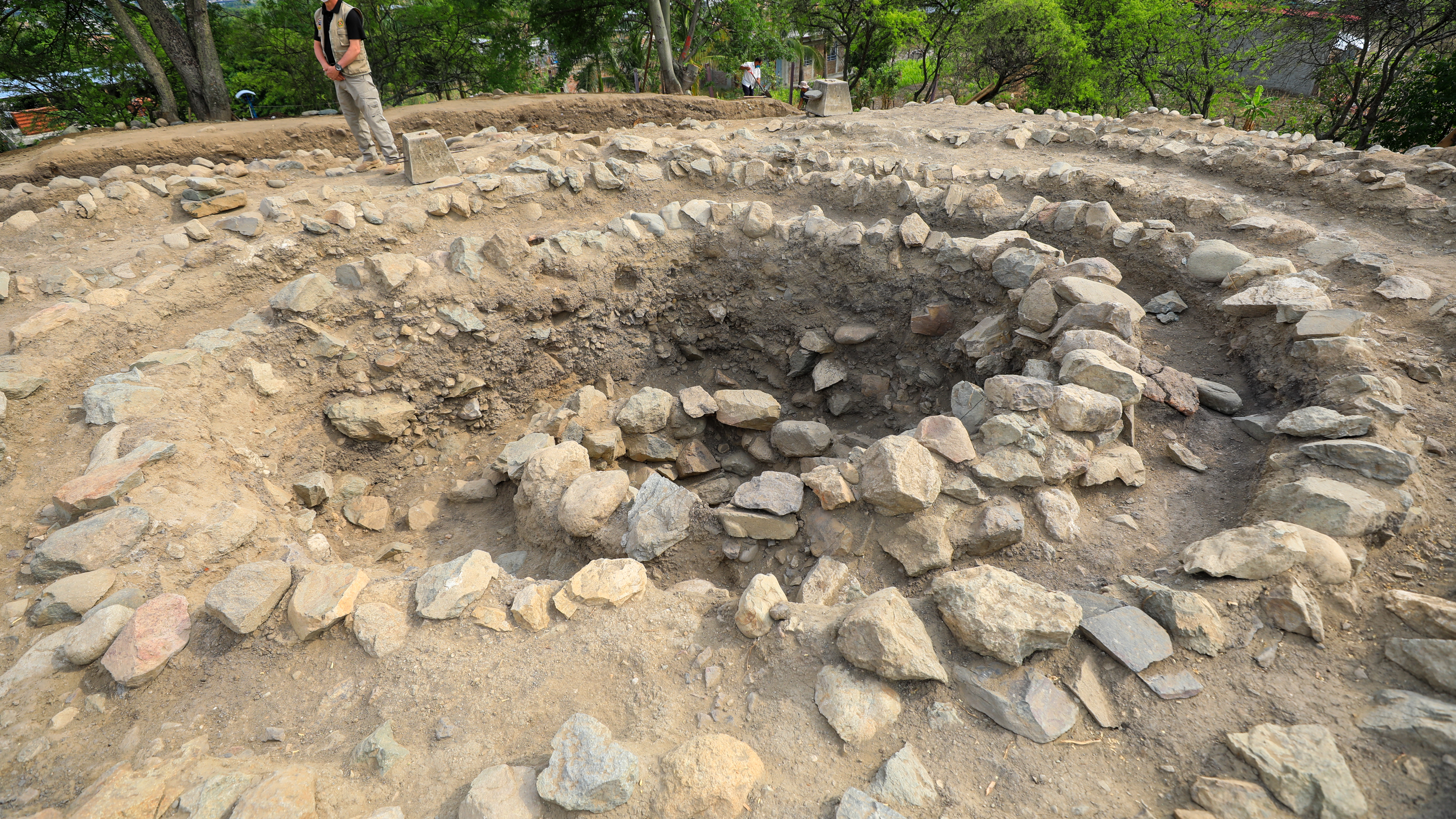
Sítio arqueológico de, Peru

Uma indústria lítica é definida pelas características tecno-morfológicas que são comumente observadas em conjuntos líticos, que é uma coleção lítica encontrada em padrões de estratigrafia e seu contexto em sítios arqueológicos. Essas informações fornecem evidências materiais para compreender essa indústria.
No entanto, a importância dos critérios e das características observadas podem ser modificadas, como priorizar mais os aspectos tecnológicos do que morfológicos , observar outros restos materiais, mudanças climáticas, distância de matérias primas e tempo de assentamento.
Os achados arqueológicos da indústria lítica se reúnem em três grandes períodos: Idade da Pedra Antiga (Paleolítico), Idade da Pedra Média (Mesolítico) e Nova Idade da Pedra (Neolítico). As ferramentas de pedra são utilizadas até hoje, porém nestes três períodos, o uso dessas ferramentas era primordial, evidenciando, como dito anteriormente, a influência de diversos fatores no desenvolvimento dessas tecnologias, tais como política, ambiente e meio social.
Uma grande variedade de ferramentas foram produzidas durante esses períodos, tendo sido obtidas a partir de rochas como calcedônia, obsidiana, radiolaria, etc. Entre as produções, podemos encontrar machados de pedra, pontas de flecha, pontas de lança, entre outras. 

## Ferramentas de pedra
Uma ferramenta de pedra é, no sentido mais geral, qualquer ferramenta feita, parcial ou totalmente, de pedra. Embora ferramentas de pedra e sociedades dependentes culturas existem ainda hoje, a maioria das ferramentas de pedra estão associados com povos pré-históricos, especialmente de culturas da Idade da Pedra que se extinguiram. Arqueólogos frequentemente estudam tais sociedades pré-históricas, e referem-se ao estudo das ferramentas de pedra como análise lítica. A pedra foi usada para fazer uma grande variedade de diferentes ferramentas em toda a história, incluindo pontas de seta, pontas de lança e moinhos. A maioria das ferramentas foram feitas para ajudar na sobrevivência e colheita de materiais. A mais antiga ferramenta de pedra registrada foi encontrada na Turquia, revelando que os seres humanos passaram pela portal da Ásia para a Europa muito antes do que se pensava anteriormente, há cerca de 1,2 milhões de anos.

## Matéria-prima

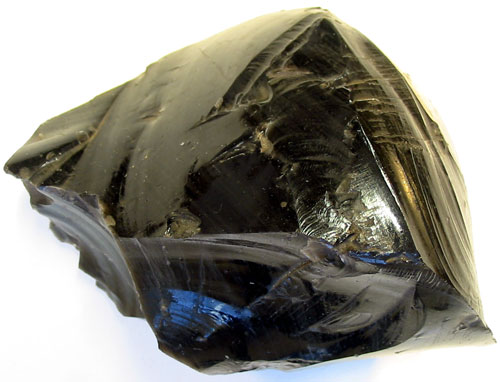
Exemplo de fratura conchoidal em obsidiana

Para uma matéria-prima ser considerada útil, deve ter características que viabilizam a produção de ferramentas de pedra, sendo que os materiais minerais devem ser não cristalinos ou vítreos, o que permite a fratura conchoidal, onde a pessoa molda a pedra com maior precisão e permite a criação de uma maior variedade de ferramentas.
A escolha de materiais pode ser explicada utilizando diversos fatores, alguns exemplos seriam a disponibilidade, proximidade e qualidade da matéria-prima. Para tentar compreender essa escolha, os arqueólogos aplicaram modelos de gerenciamento de risco a artefatos de pedra, os estudos sugerem que em tempos de alto risco, mais esforço é colocado na aquisição de materiais de qualidade, que sejam mais confiáveis e tenha maior durabilidade, enquanto em tempos de baixo risco, materiais de qualidade inferior podem ser adquiridos de fontes mais próximas sem tanto prejuízo.
No entanto, outro estudo realizado no Pleistoceno sul-africano mostra que a aquisição de materiais de qualidade não estava relacionada com o tempo de procura dos mesmos, evidenciando que a escolha de matéria-prima nem sempre é simples.

## Manufatura

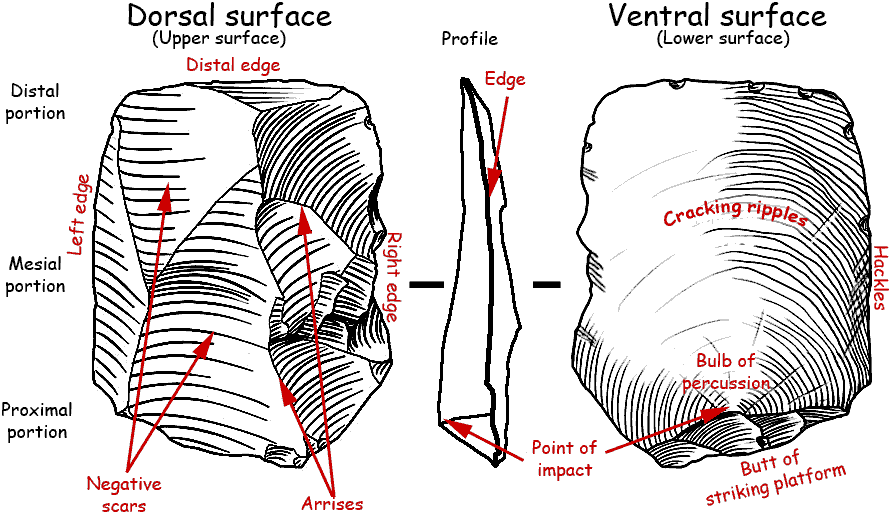
Exemplo de talha lítica

As ferramentas de pedra são fabricadas usando um processo conhecido como redução lítica (ou talha lítica). A técnica utilizada depende do nível de detalhe necessário para a ferramenta desejada, quando a ferramenta necessita de mínimos de detalhes é realizada usando uma pedra-martelo, na qual uma rocha dura (geralmente arenito) é golpeada contra a matéria-prima para remover grandes lascas e começar a moldar a pedra, esse método permite a criação do núcleo da ferramenta, que, caso seja necessário, passará para a  próxima técnica, está permite um maior nível de detalhe usando um martelo macio (geralmente feito de madeira ou osso), permitindo a remoção de lascas de material com mais precisão. A técnica mais precisa é conhecida como descamação por pressão. Esta técnica envolve pressionar pequenos flocos em vez de por meio de percussão. Osso e chifres são frequentemente usados para criar uma ferramenta precisamente detalhada. Outra técnica, conhecida como percussão indireta, combina o uso de um soco e um martelo para aplicar pressão em uma área precisa da pedra. Na maioria das vezes, os núcleos de pedra só podem ser usados até certo ponto antes de se tornarem núcleos esgotados. Como tal, são tipicamente os flocos, ou debitados, que são a base das ferramentas de pedra. Os flocos são moldados usando as técnicas de redução lítica, permitindo a criação de várias ferramentas, como pontas de flechas e machados de mão.
Duas características determinarão se alguém é capaz de remover lascas grandes o suficiente para fazer ferramentas: o potencial conchoidal (capacidade de fratura lisa e curvas) e a estrutura criptocristalina (rocha composta por minúsculos cristais, podendo ser vistos apenas com um microscópio). Um ótimo exemplo é a obsidiana, tendo sido encontradas ferramentas em diversas civilizações do Oriente Médio e da América.

## Evolução das ferramentas de pedra e Grahame Clark
Os arqueólogos agrupam as ferramentas de pedra em indústrias, conhecidas também como complexos, que compartilham características morfológicas e tecnológicas distintas. 
Grahame Clark propôs na segunda edição do livro da Pré-história Mundial (World Prehistory), 1969, uma progressão evolutiva do lascamento de pedra (flintknapping) em que as tecnologias líticas ocorrem em sequência fixa dos modos 1 ao 5. Sendo os modos 1 e 2 referentes ao paleolítico inferior, 3 ao paleolítico médio, 4 paleolítico superior e 5 ao mesolítico.

### Pré-modo

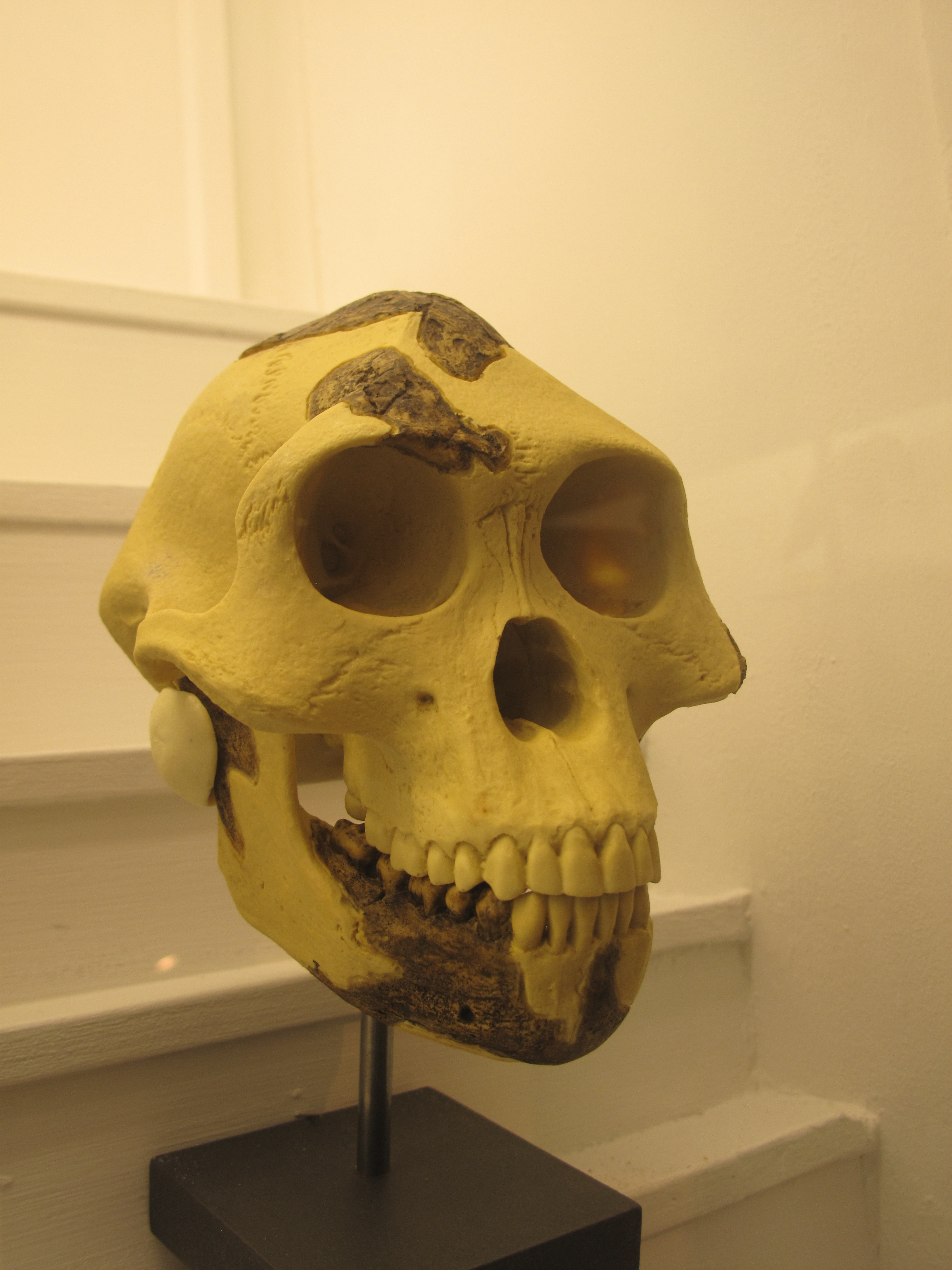
Australopithecus afarensis

As primeiras ferramentas encontradas datam de 3,3 milhões de anos. Pesquisadores encontraram entre os anos 2011 a 2014, ferramentas mais antigas qdo ue o mais antigo fóssil do gênero Homo conhecido, datadas de há 2,8 milhões de anos. A ferramentas de pedra, possivelmente, podem ter sido feitas pelo Australopithecus afarensis, também chamado de playtops Kenyanthropus, um fóssil de hominídeo do Plioceno de há 3,2 a 3,5 milhões de anos, descoberto no ano de 1999, espécie cujo melhor exemplar é o fóssil de Lucy, que habitava a África Oriental no mesmo período temporal que as ferramentas de pedras mais antigas encontradas.
Em Drikka, Etiópia, foram encontrados fósseis de animais com marcas da utilização de ferramentas de pedra para a remoção de carne e marcas de percussão para acessar a medula. Esses fósseis estavam próximos dos restos mortais de uma jovem Australopithecus afarensis que viveu cerca de 3,3 milhões de anos atrás. 

### Modo 1: indústria olduvaiense

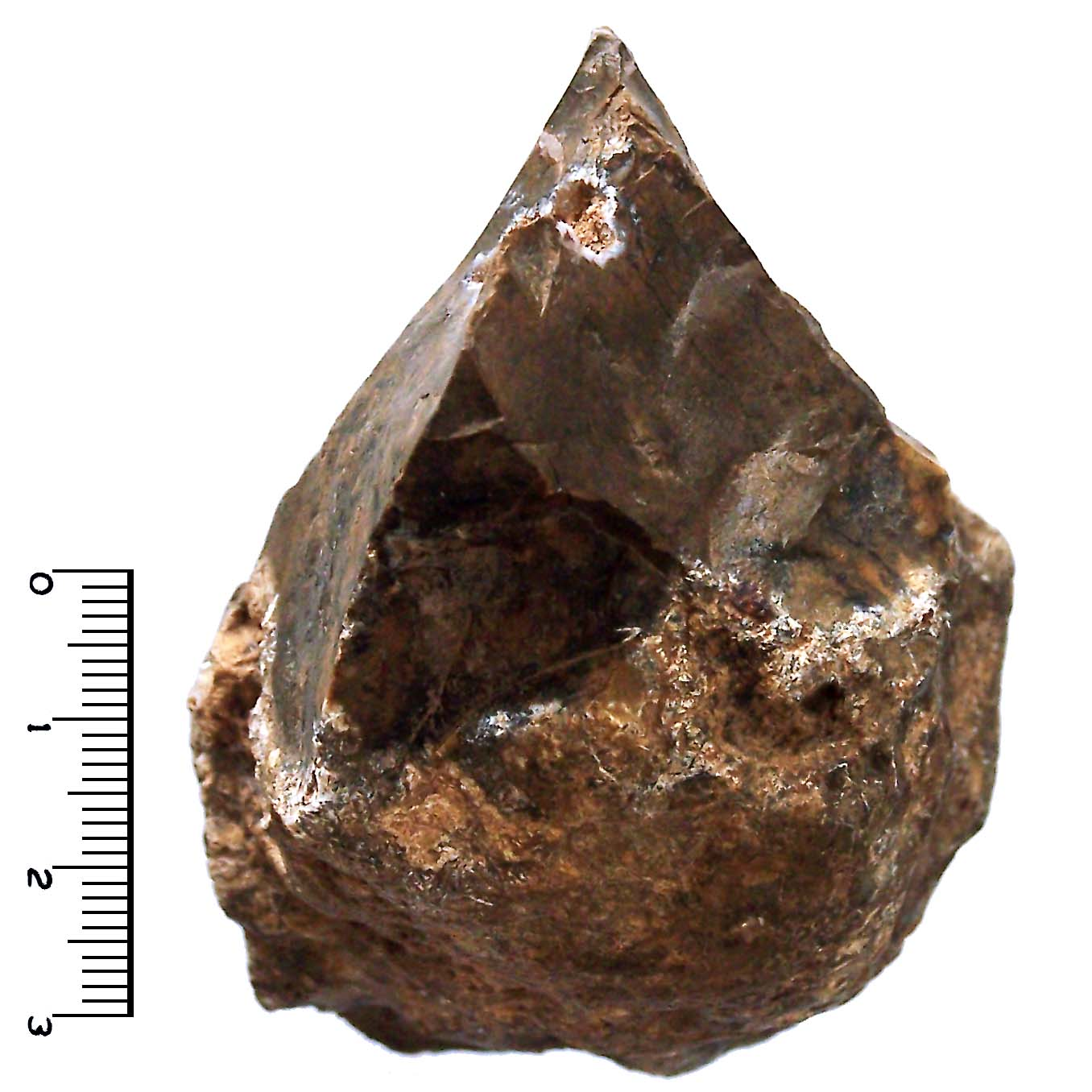
Exemplo da indústria olduvaiense

As primeiras ferramentas de pedra dos hominídeos são as do modo 1, que em homenagem ao local em que foram encontradas, garganta de Olduvai, na Tanzânia, foi chamada de olduvaiense, indústria olduvaiense ou cultura dos seixos talhados. Os sítios arqueológicos dessas ferramentas datam do Paleolítico Inferior, no continente africano.
As ferramentas olduvaienses são caracterizadas por sua construção simples, predominantemente eram usadas formas de núcleo; esses núcleos eram seixos de rio ou rochas semelhantes a eles.
As primeiras ferramentas olduvaienses datam de há 2,6 milhões de anos, no período do Paleolítico Inferior, e foram descobertas em Gona, Etiópia.

### Modo 2: indústria acheuliana

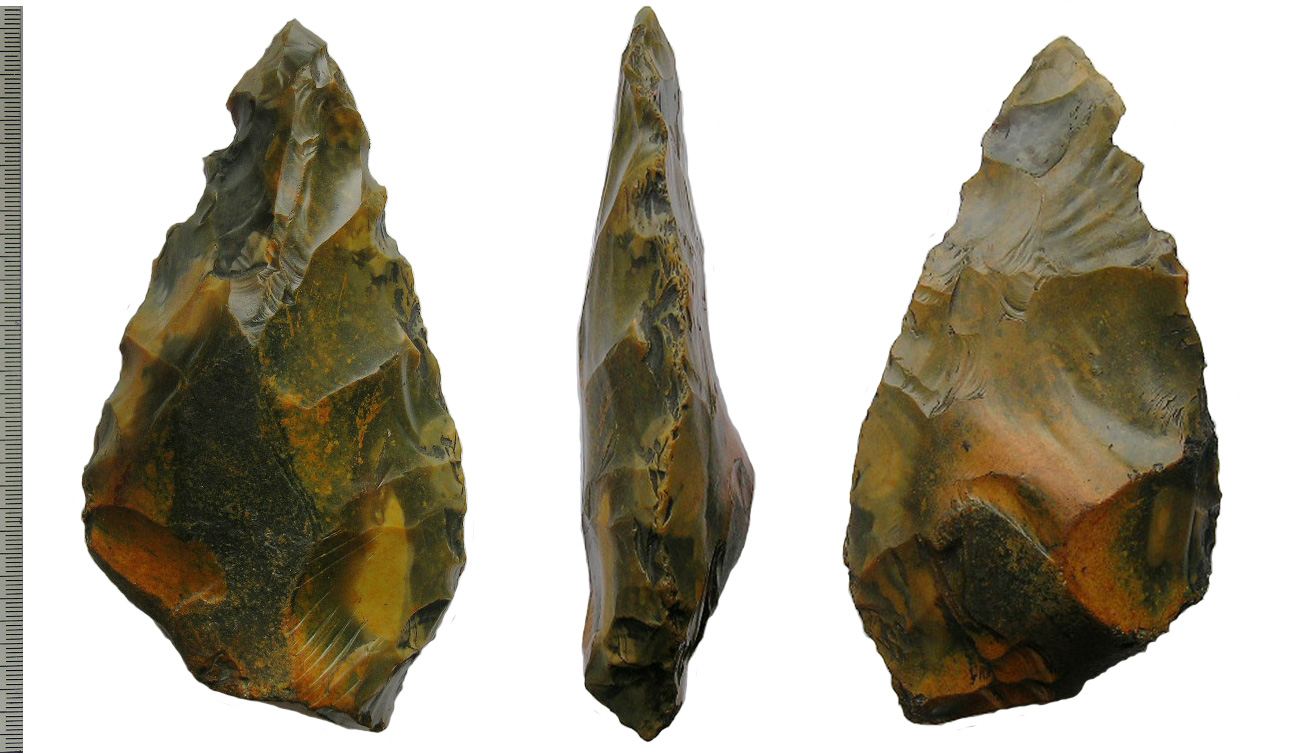
Exemplo de indústria acheuliana

De maior complexidade, as ferramentas do modo 2 correspondem à indústria lítica acheuliana, que leva o nome de um subúrbio de Amiens, França. Durante o estágio da indústria acheuliana, início do período paleolítico, que começou entre 1,7 e 1,5 milhão de anos atrás e durou até 250 a 200 mil anos atrás, ter uma boa ferramenta de pedra foi, provavelmente, um fator determinante para a expansão do gênero Homo.
Os machados de mão e cutelos são as ferramentas mais características da indústria acheuliana. O desenvolvimento considerável na técnica de fabricação dos machados de mão ocorre durante um longo período e os avanços tecnológicos são agrupados de acordo com o avanço no método de produção. O primeiro tipo de ferramentas acheulianas são chamados de Abbevillian, encontrados especialmente na europa; o último estágio acheuliano é chamado, às vezes, de Micoquiano. As indústrias acheulianas são encontradas no continente africano, europeu e Ásia.

### Modo 3: indústria mousteriana
Na Europa, a ferramentas acheulianas foram substituídas pela tecnologia lítica que ficou conhecida como indústria mousteriana, que recebe o nome do local de Le Moustier, na França, local em que exemplares foram encontrados na década de 1980. As ferramentas mousterianas correspondem a peças menores e mais afiadas como facas e raspadores.
Associada principalmente aos neandertais na Europa e aos primeiros humanos modernos do norte da África e Ásia Ocidental.

### Modo 4: indústria aurignaciana

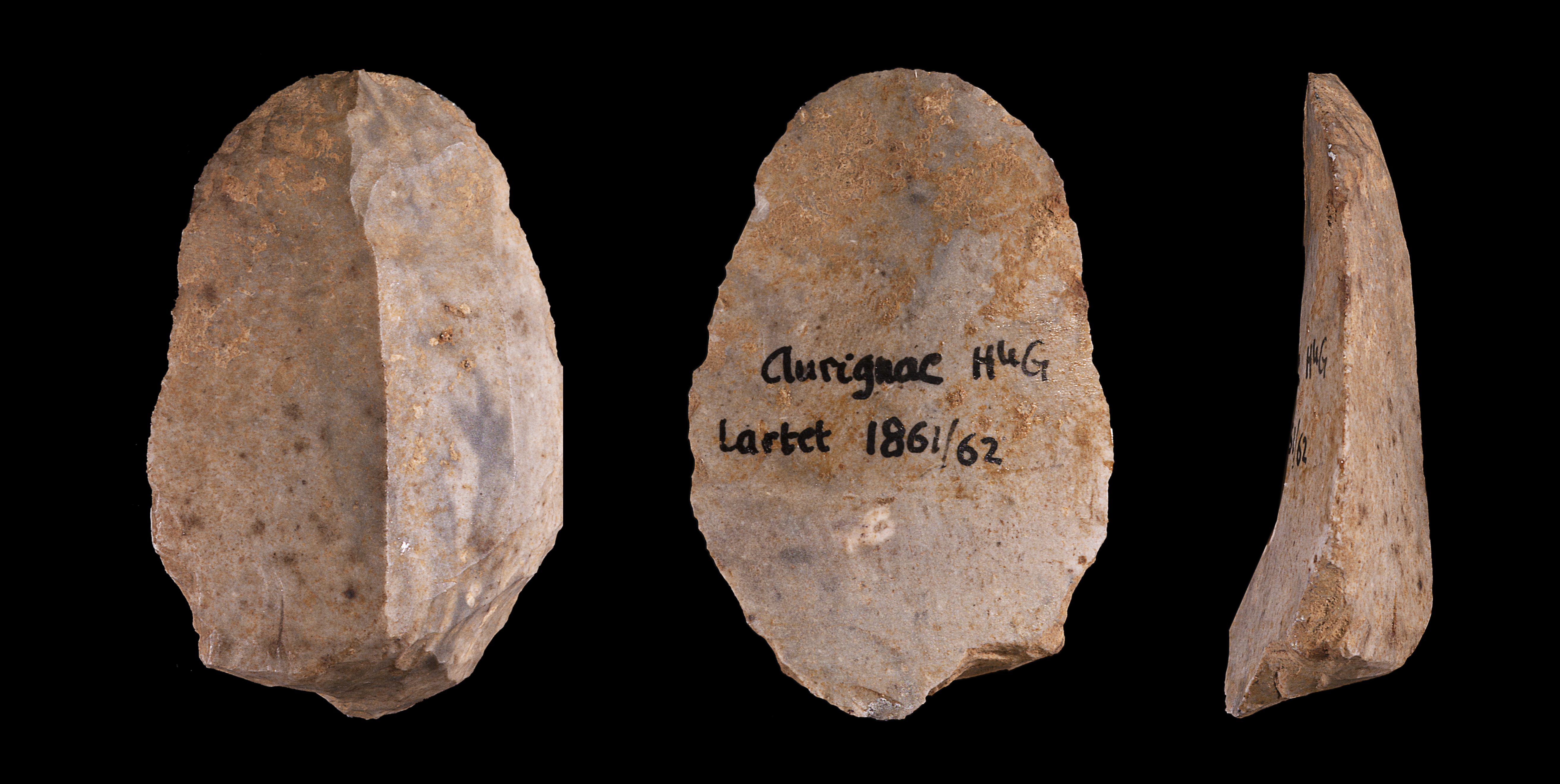
Exemplo de indústria aurignaciana

As ferramentas do modo 4 correspondem ao Paleolítico Superior. Essa indústria lítica se baseia na produção de lâminas alongadas fabricadas pelo Homo sapiens. As lâminas e lamelas são utilizadas como base para a produção de uma variedade de ferramentas: raspadores , cinzéis , pontas de projéteis, etc. Essas técnicas microlíticas são importadas e, nessa época, surgiram por muito tempo na África.
A cultura aurignaciana é um bom exemplo de produção lítica do tipo 4. As ferramentas aurignacianas são tipicamente pontas de osso ou chifre, trabalhadas e escavadas na base. As ferramentas líticas consistem em lâminas grandes e alongadas e lamelas menores, destacadas de um núcleo preparado.
Pequenas pontas de sílex compatíveis com armações de flechas foram descobertas em várias indústrias do Paleolítico Superior, notadamente em níveis da caverna do Parpalló (Espanha) que datam de há 19 000 anos. A data de aparecimento do arco é, no entanto, contestada por não haver provas diretas.

### Chatelperroniano

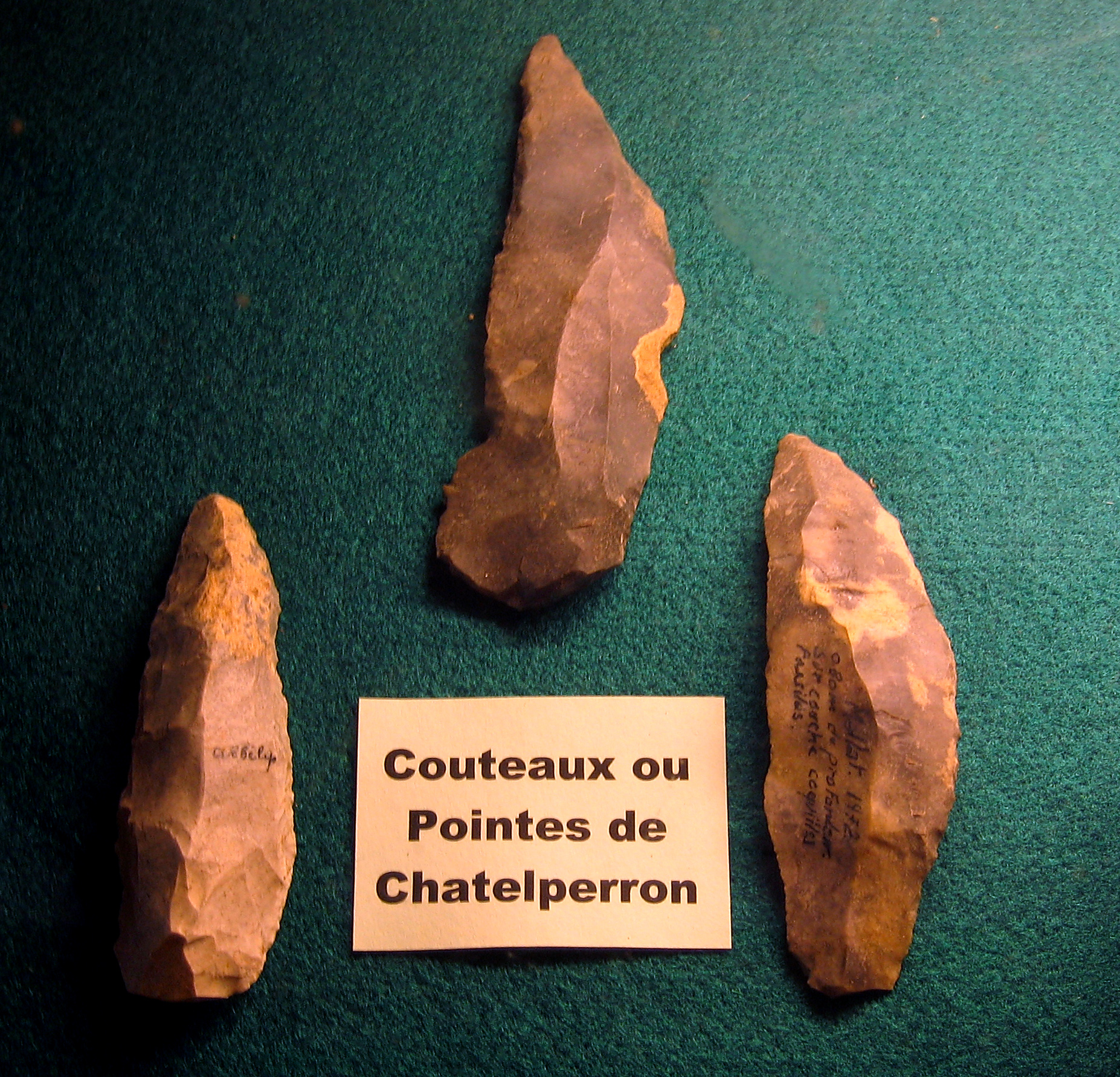
Achados em Châtelperron

O chatelperroniano é uma cultura arqueológica associada ao Neandertal com ornamentos e ferramentas ósseas decoradas. Sugere-se que tais itens decorativos e simbólicos sejam influências advindas do contato com o Homo sapiens.
O nome é em decorrência do sítio localizado em Châtelperron, França, a Caverna des Fées (Gruta das Fadas).
É precedido pela indústria mousteriana e durou de 45 000 a 40 000 a.C. A indústria produziu ferramentas de pedra denticulada e uma faca de sílex distinta com uma única ponta de corte e uma parte traseira curvada e romba. O uso de marfim em sítios chatelperronianos parece ser mais frequente do que o do aurignaciano posterior.

### Modo 5: Indústrias microlíticas
A indústria microlítica é caracterizada pela produção de ferramentas líticas de tamanho extremamente pequeno, talhados de maneira intencional pelos hominídeos. Os micrólitos surgem ao longo do paleolítico superior.

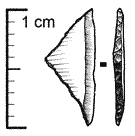
Exemplo de micrólito

A miniaturização das ferramentas de pedra, refletida na produção de lâminas e ferramentas com lâminas, retratou as indústrias do Pleistoceno superior, com início no paleolítico médio na Eurásia, mas a exploração de micrólitos se intensificou no final do Pleistoceno superior com  epipaleolítico levantino (24 000 – 11 000 a.C.), um típico exemplo desse modo é a cultura magdaleniana.
Os micrólitos são a partir de núcleos de sílex, especialmente produzidos de pequenos ou grandes núcleos que já possibilitam a produção de um grande número de lâminas. A técnica usada para fragmentar a pedra pode ser a percussão direta, a percussão indireta ou a pressão.
A tecnologia microlítica tem sido atribuída com várias vantagens adaptativas. Clarkson e seus colaboradores apresentaram um resumo dessas vantagens abordando aspectos de transportabilidade, exploração de matéria-prima, procedimentos de fabricação, padronização, viabilidade, manutenção e confiabilidade. Estes podem ser agrupados em dois conjuntos inter-relacionados: um abordando as vantagens obtidas no processo de fabricação dos pequenos implementos e o segundo abordando as vantagens relacionadas ao seu cabo e uso em ferramentas compostas. Dentro dessa organização tecnológica, o esforço investido na fabricação do cabo é considerado maior do que o esforço investido nas lâminas. Embora se suponha que o cabo tenha sido mantido por um longo tempo, supõe-se que as inserções microlíticas tenham sido substituídas e descartadas regularmente.